# فريدريش كارل يوهان
فريدريش كارل يوهان (بالألمانية: Friedrich Karl Johann Vaupel)‏ (و. 1876 – 1927 م) هو عالم نبات من ألمانيا . ولد في باد كرويتسناخ .
توفي في برلين .